# Natació al Campionat del Món de natació de 2013 – 100 m esquena femení
Els 100 metres esquena femení es van celebrar entre el 29 i 30 de juliol de 2013 al Palau Sant Jordi a Barcelona.

## Rècords
Els rècords del món abans de començar la prova:
| Rècord del món       | Gemma Spofforth, Regne Unit | 58.12 | Roma, Italia | 28 de juliol de 2009 |
| Rècord del campionat | Gemma Spofforth, Regne Unit | 58.12 | Roma, Italia | 28 de juliol de 2009 |

## Resultats
NR: Rècord Nacional
WD: Retirada

### Sèries[1]
| Posició | Sèries | Carril | Nom                      | País                    | Temps   | Notes     |
| ------- | ------ | ------ | ------------------------ | ----------------------- | ------- | --------- |
| 1       | 4      | 4      | Missy Franklin           | Estats Units            | 59.13   | Q         |
| 2       | 4      | 6      | Katinka Hosszú           | Hongria                 | 59.40   | Q, NR, WD |
| 3       | 5      | 5      | Elizabeth Pelton         | Estats Units            | 59.94   | Q         |
| 4       | 3      | 5      | Fu Yuanhui               | R.P. de la Xina         | 1:00.01 | Q         |
| 5       | 5      | 4      | Emily Seebohm            | Austràlia               | 1:00.02 | Q         |
| 6       | 4      | 3      | Simona Baumrtová         | Txèquia                 | 1:00.05 | Q         |
| 7       | 3      | 4      | Aya Terakawa             | Japó                    | 1:00.09 | Q         |
| 8       | 5      | 3      | Sinead Russell           | Canadà                  | 1:00.17 | Q         |
| 9       | 4      | 5      | Belinda Hocking          | Austràlia               | 1:00.39 | Q         |
| 10      | 5      | 2      | Daryna Zevina            | Ucraïna                 | 1:00.43 | Q         |
| 11      | 4      | 2      | Cloe Credeville          | França                  | 1:00.70 | Q         |
| 12      | 3      | 6      | Duane Da Rocha           | Espanya                 | 1:00.80 | Q         |
| 13      | 4      | 7      | Zhou Yanxin              | R.P. de la Xina         | 1:00.99 | Q         |
| 14      | 3      | 1      | Mercedes Peris           | País Valencià           | 1:01.19 | Q         |
| 15      | 3      | 3      | Lauren Quigley           | Regne Unit              | 1:01.23 | Q         |
| 16      | 3      | 0      | Karin Prinsloo           | Sud-àfrica              | 1:01.25 | Q         |
| 17      | 4      | 1      | Kimberly Buys            | Bèlgica                 | 1:01.35 | Q         |
| 18      | 5      | 0      | Carolina Colorado Henao  | Colòmbia                | 1:01.41 |           |
| 19      | 5      | 6      | Georgia Davies           | Regne Unit              | 1:01.61 |           |
| 20      | 5      | 1      | Eygló Ósk Gústafsdóttir  | Islàndia                | 1:01.71 |           |
| 21      | 3      | 7      | Etiene Medeiros          | Brasil                  | 1:01.75 |           |
| 22      | 5      | 9      | Klaudia Nazieblo         | Polònia                 | 1:01.77 |           |
| 23      | 5      | 8      | María Fernanda González  | Mèxic                   | 1:01.84 |           |
| 24      | 1      | 9      | Daria Ustinova           | Rússia                  | 1:02.04 |           |
| 25      | 2      | 5      | Stephanie Au             | Hong Kong               | 1:02.10 |           |
| 26      | 2      | 6      | Gisela Morales           | Guatemala               | 1:02.12 |           |
| 27      | 3      | 9      | Yekaterina Rudenko       | Kazakhstan              | 1:02.49 |           |
| 28      | 3      | 2      | Sayaka Akase             | Japó                    | 1:02.51 |           |
| 29      | 4      | 9      | Ekaterina Avramova       | Bulgària                | 1:02.79 |           |
| 30      | 2      | 4      | Halime Zeren             | Turquia                 | 1:02.91 |           |
| 31      | 4      | 8      | Selina Hocke             | Alemanya                | 1:02.94 |           |
| 32      | 5      | 7      | Kristina Steins          | Canadà                  | 1:03.15 |           |
| 33      | 3      | 8      | Tao Li                   | Singapur                | 1:03.31 |           |
| 34      | 2      | 8      | Zanre Oberholzer         | Namíbia                 | 1:03.36 |           |
| 35      | 2      | 3      | Yulduz Kuchkarova        | Uzbekistan              | 1:03.54 |           |
| 36      | 2      | 9      | Tatiana Perstniova       | Moldàvia                | 1:03.59 |           |
| 37      | 4      | 0      | Kim Ji-Hyun              | Corea del Sud           | 1:04.66 |           |
| 38      | 2      | 1      | Karen Vilorio            | Hondures                | 1:04.79 |           |
| 39      | 2      | 2      | McKayla Lightbourn       | Bahames                 | 1:04.97 |           |
| 40      | 2      | 0      | Birita Debes             | Illes Fèroe             | 1:05.64 | NR        |
| 41      | 2      | 7      | Inés Remersaro           | Uruguai                 | 1:06.70 |           |
| 42      | 1      | 4      | Siona Huxley             | Saint Lucia             | 1:09.05 |           |
| 43      | 1      | 3      | Evelina Afoa             | Samoa                   | 1:09.11 |           |
| 44      | 1      | 5      | Kuan Weng I              | Macau                   | 1:09.70 |           |
| 44      | 1      | 6      | Nadeera Jayasekera       | Sri Lanka               | 1:09.70 |           |
| 46      | 1      | 7      | Caylee Watson            | Illes Verges Americanes | 1:09.90 | NR        |
| 47      | 1      | 2      | Elvira Hasanova          | Azerbaidjan             | 1:10.47 |           |
| 48      | 1      | 8      | Nur Hamizah Ahmad        | Brunei                  | 1:13.25 |           |
| 49      | 1      | 1      | Altansukh Nomin          | Mongòlia                | 1:18.95 |           |
| 50      | 1      | 0      | Vivie Geneva Chamberlain | Laos                    | 1:29.16 |           |

### Semifinals[2]

#### Semifinal 1
| Posició | Carril | Nom              | País            | Temps   | Notes |
| ------- | ------ | ---------------- | --------------- | ------- | ----- |
| 1       | 5      | Emily Seebohm    | Austràlia       | 59.38   | Q     |
| 2       | 4      | Elizabeth Pelton | Estats Units    | 59.44   | Q     |
| 3       | 3      | Aya Terakawa     | Japó            | 59.80   | Q     |
| 4       | 6      | Belinda Hocking  | Austràlia       | 1:00.24 | Q     |
| 5       | 7      | Zhou Yanxin      | R.P. de la Xina | 1:00.85 |       |
| 6       | 1      | Lauren Quigley   | Regne Unit      | 1:00.96 |       |
| 7       | 2      | Cloe Credeville  | França          | 1:01.16 |       |
| 8       | 8      | Kimberly Buys    | Bèlgica         | 1:01.24 |       |

#### Semifinal 2
| Posició | Carril | Nom              | País            | Temps   | Notes  |
| ------- | ------ | ---------------- | --------------- | ------- | ------ |
| 1       | 4      | Missy Franklin   | Estats Units    | 59.31   | Q      |
| 2       | 5      | Fu Yuanhui       | R.P. de la Xina | 59.82   | Q      |
| 3       | 2      | Daryna Zevina    | Ucraïna         | 59.90   | Q, NR  |
| 4       | 3      | Simona Baumrtová | Txèquia         | 59.99   | Q, =NR |
| 5       | 6      | Sinead Russell   | Canadà          | 1:00.37 |        |
| 6       | 7      | Duane Da Rocha   | Espanya         | 1:00.53 |        |
| 7       | 8      | Karin Prinsloo   | Sud-àfrica      | 1:01.05 |        |
| 8       | 1      | Mercedes Peris   | País Valencià   | 1:01.59 |        |

### Final[3]
| Posició | Carril | Nom              | País            | Temps   | Notes |
| ------- | ------ | ---------------- | --------------- | ------- | ----- |
| 1       | 4      | Missy Franklin   | Estats Units    | 58.42   |       |
| 2       | 5      | Emily Seebohm    | Austràlia       | 59.06   |       |
| 3       | 6      | Aya Terakawa     | Japó            | 59.23   |       |
| 4       | 3      | Elizabeth Pelton | Estats Units    | 59.45   |       |
| 5       | 2      | Fu Yuanhui       | R.P. de la Xina | 59.61   |       |
| 6       | 1      | Simona Baumrtová | Txèquia         | 59.84   | NR    |
| 7       | 7      | Daryna Zevina    | Ucraïna         | 1:00.16 |       |
| 8       | 8      | Belinda Hocking  | Austràlia       | 1:00.29 |       |